# Twin Peaks, British Columbia
Twin Peaks är bergstoppar i Kanada.   De ligger i provinsen British Columbia, i den sydvästra delen av landet, 3 800 km väster om huvudstaden Ottawa.
I omgivningarna runt Twin Peaks växer i huvudsak barrskog. Trakten runt Twin Peaks är nära nog obefolkad, med mindre än två invånare per kvadratkilometer.